# Erland Nordenskiöld
Le baron Nils Erland Herbert Nordenskiöld, né le 19 juillet 1877 à Stockholm et mort le 5 juillet 1932 à Göteborg, est un anthropologue et un archéologue suédois, issu d'une famille d'explorateurs et de savants originaire de Finlande qui fut province suédoise, puis grand-duché rattaché à la couronne russe. Il est en particulier le fils d'Adolf Erik Nordenskiöld.

## Biographie
Erlan Nordenskiöld étudie à l'université d'Uppsala, entre au musée d'histoire naturelle de Stockholm (1906-1908) et devient directeur de la section d'ethnographie du Musée de Göteborg en 1913.
Il a organisé des expéditions en Patagonie (1899), en Argentine et Bolivie (1901-1902) avec le comte von Rosen, au Pérou et en Bolivie (1904-1905), en Bolivie (1908-1909) et dans l'intérieur de l'Amérique du Sud en 1913. 
Ses travaux ont surtout porté sur l'histoire culturelle de l'Amérique du Sud. Il a publié de nombreux livres et brochures et des articles pour des revues scientifiques.
Il a reçu le prix Loubat de l'université Columbia en 1912 et la médaille d'or de Wahlberg.